# José Antonio Chic
José Antonio Chic (Lérida, 1968) es un compositor y guitarrista español.

## Trayectoria
Su formación musical transcurre primero en el Conservatorio de su ciudad natal con su tío, Ricard Chic, posteriormente en la "Academia d'Arts Musicals Luthier" de Barcelona, con Arnaldur Arnarson y en el Conservatorio Superior de Basilea (Suiza) con Oscar Ghiglia. Se gradúa con "Mención de Honor" y "Solistendiplom". 
El maestro Ernest Xancó, Catedrático de violonchelo, Compositor y Director de Orquesta, discípulo de Pau Casals, fue una figura fundamental en su desarrollo musical; dirige y apadrina su carrera en sus primeros pasos. 
Actúa con éxito de público y crítica en diferentes Festivales y Ciclos de conciertos en diferentes países europeos y como solista con prestigiosas orquestas: Orquesta de Cámara "Gonçal Comellas", "Budapest Strings", y los "Virtuosi di Praga".
Su Cd monográfico sobre la obra del eminente pedagogo de la guitarra, Emilio Pujol, ha recibido elogios unánimes por parte de la crítica y forma parte de la prestigiosa "Guitar's Top 100", selección de las mejores grabaciones para guitarra de todos los tiempos. 
Fue premiado con la mención "Excellence" en el Concurso Europeo de Guitarra de París. 
Es el fundador y guitarrista y director de Ensemble XXI, que tiene su sede en el Consevatorio de Monzón, donde José Antonio ejerce la docencia y con la que ha grabado 8 CD. 
Desde sus inicios con este original proyecto instrumental, su inquietud como compositor y arreglista, le ha llevado a experimentar y profundizar en la combinación tímbrica entre la orquesta de guitarras y su combinación con diferentes instrumentos orquestales. Con el transcurso de los años su escritura se ha especializado en esta dirección creando así un repertorio decididamente innovador y con una innegable utilidad pedagógica que ha merecido los elogios de algunas de las más destacadas figuras del panorama musical actual: Roland Dyens, Ricardo Gallén, Andrew York, Joaquín Clerch, Hopkinson Smith, entre otros. Prestigiosas publicaciones internacionales del mundo de la guitarra como Classical Guitar, o GuitArt le han dedicado reportajes y han destacado su innovadora propuesta.
La naturaleza, los cuentos, las leyendas antiguas...el mundo de la magia y de la fantasía, son la fuente de inspiración para sus composiciones originales, que evocan imágenes y sensaciones, explorando siempre nuevos efectos y timbres, logrando un sorprendente equilibrio entre las guitarras y los demás instrumentos. En sus arreglos y armonizaciones, encontramos siempre la fascinación por el renacimiento y las antiguas melodías y danzas celtas, que José Antonio presenta infundiéndoles siempre su visión personal.
Sus obras forman parte del programa de estudios de The Juilliard School de Nueva York y de otros prestigiosos Conservatorios, Universidades y Escuelas de Música de todo el mundo y han sido estrenadas en Canadá, Austria, EE. UU., Bélgica, Finlandia, Reino Unido, Francia, Italia, Grecia, Portugal, Rusia, Corea...
En 2008 fue nominado por la Academia Española de las Artes y las Ciencias de la Música en el apartado a "Mejor Compositor de Música Clásica". 
Su último trabajo discográfico como director e intérprete con la orquesta Ensemble XXI, compuesto por totalmente por composiciones originales suyas, fue finalista a los Premios Min 2017 de la Música Independiente Española en el apartado "Mejor álbum de música clásica".